# Yann Delabrière

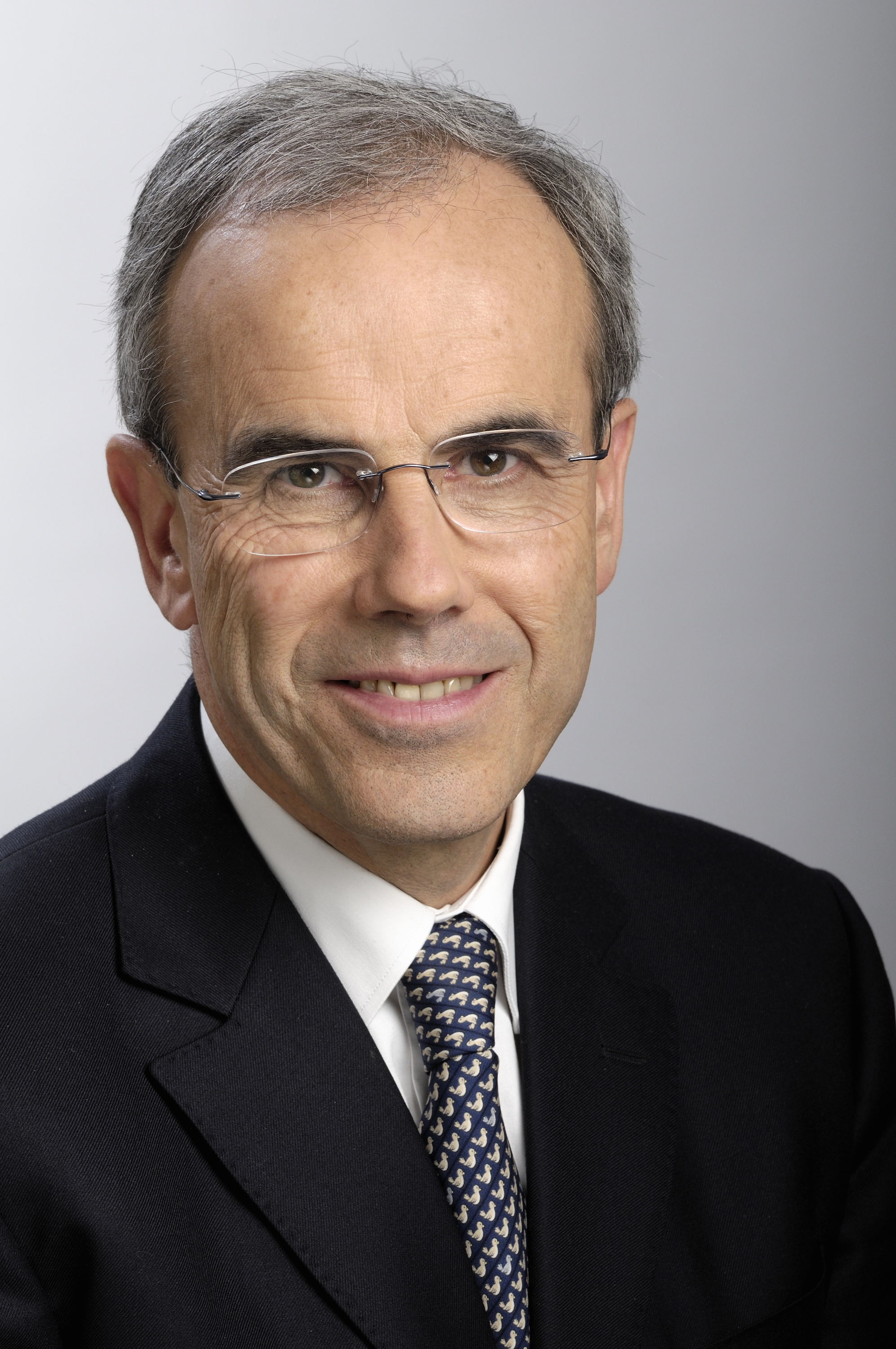
Yann Delabrière

Yann Delabrière (* 19. Dezember 1950) ist ein französischer Manager und Vorstandsvorsitzender des Technologieunternehmens IDEMIA.

## Werdegang
Delabrière ist Absolvent der École normale supérieure, der École nationale d’administration und promovierte in Mathematik. Seine berufliche Laufbahn begann er am französischen Rechnungshof. Später arbeitete er im französischen Außenhandelsministerium. In den Jahren 1982 bis 1987 war er Chief Financial Officer (CFO) beim Kreditversicherer Coface und von 1987 bis 1990 CFO der Warenhauskette Printemps. 1990 wechselte Delabrière, ebenfalls in der Position des CFO, zu PSA Peugeot Citroën. Innerhalb der PSA Group übernahm er im Laufe der Jahre weitere Aufgaben. Von 2007 bis 2016 war Delabrière CEO und Chairman des französischen Automobilzulieferers Faurecia. Seit 6. Juni  2017 ist er Président du Directoire der Zodiac Gruppe und seit 29. Januar 2018 Vorstandsvorsitzender von IDEMIA, einem Unternehmen für Augmented Identity.

## Weitere Tätigkeiten
Yann Delabrière nimmt verschiedene Aufsichtsratsmandate wahr. Er saß und sitzt unter anderem im Aufsichtsrat der Banque PSA Finance, der Compagnie Générale de Crédit aux Particuliers (Credipar), der Société Générale, von GEFCO und von Capgemini.